# ジョヴァンニ・バッティスタ・リッチョーリ

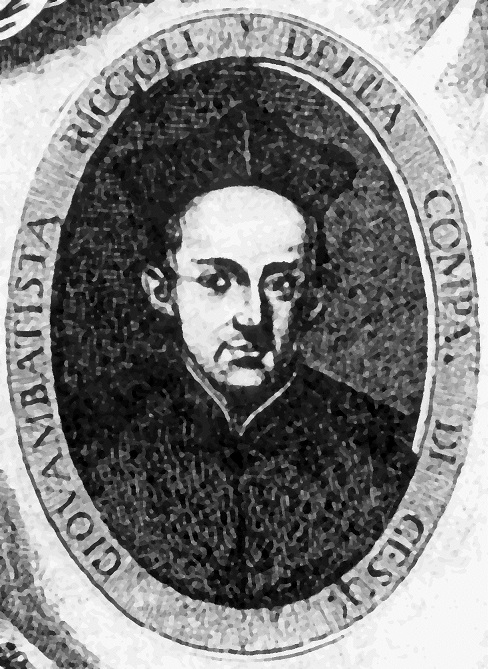
ジョヴァンニ・リッチョーリ

ジョヴァンニ・バッティスタ・リッチョーリ（リッチオーリ、Giovanni Battista Riccioli、1598年4月17日 - 1671年6月25日）は、17世紀イタリアの天文学者である。1651年にコペルニクス体系に反対する『新アルマゲスト』(Almagestum novum) を著した。フランチェスコ・マリア・グリマルディとともに月面図を作成し、クレーターに科学者の名をつける命名法を始めた。

## 生涯
フェラーラに生まれた。1614年にイエズス会士となった。天文学の分野で働き、グリマルディと共に働いた。1651年に『新アルマゲスト』を著した。また自由落下する物体の加速度を求めた一人である。その他にオランダのスネルと並んで地球の大きさを測る試みをした先駆者で1644年から1656年にグリマルディと子午線弧長の測量を行ったが、測定の精度はスネルの測定よりもさらに誤差の大きいものであった。また1650年に望遠鏡でおおぐま座のミザールを観測し、これが二つの星であることを認め、最初の二重星の発見者となった。1671年ボローニャで没した。

## 業績

### 著書
『新アルマゲスト』 以外の著書に
- Geographiae et hydrographiae reformatae libri (1661)
- Astronomia reformata (1665)
- Chronologia reformata (1669)
- Tabula latitudinum et longitudinum (1689)

がある。

### 月面図

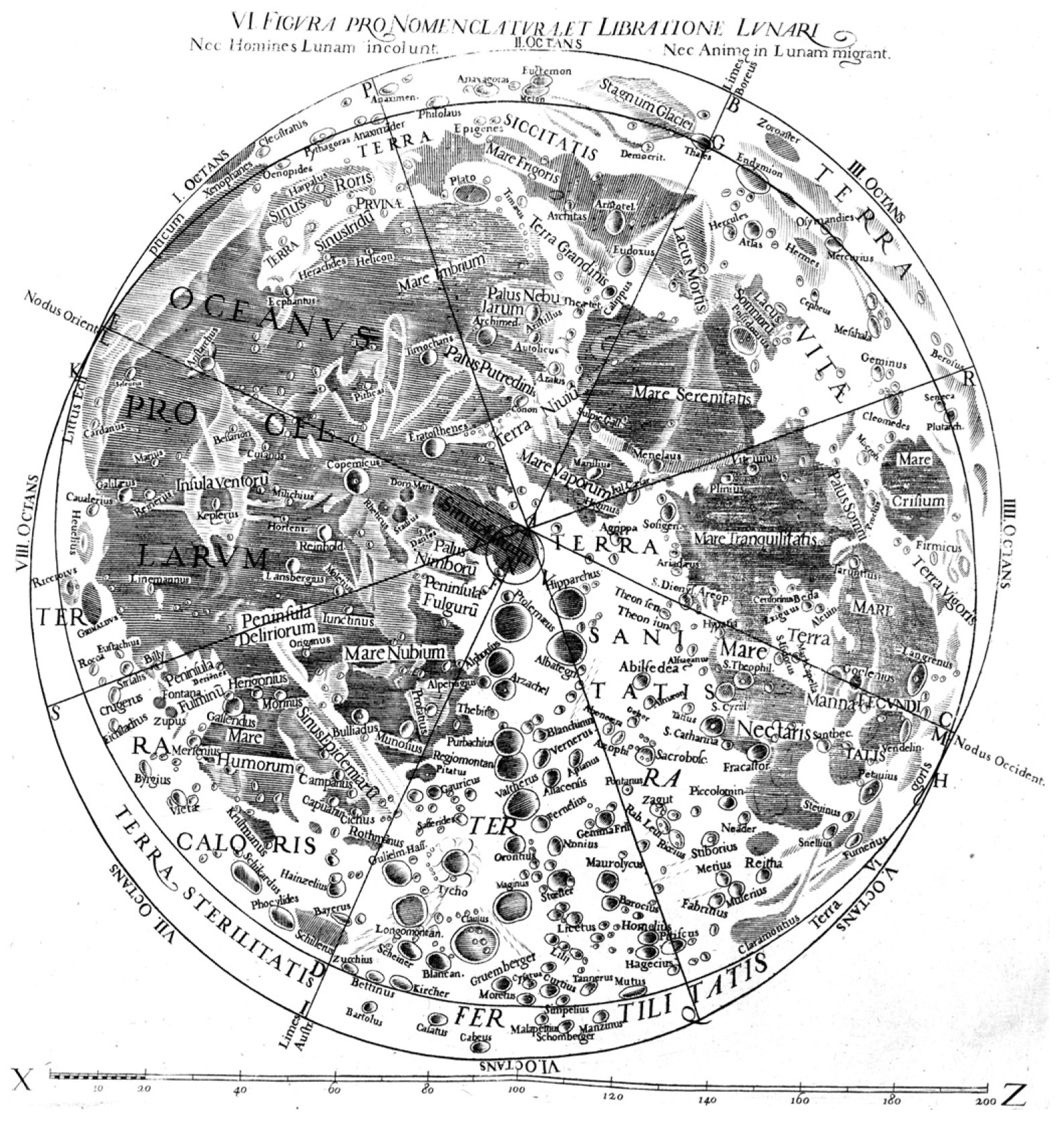
『新アルマゲスト』の月面図

グリマルディとともに月の研究を行い、月面図を製作した。現在まで続く月の地形に対する命名法は、リッチョーリらが始めたものである。
興味深いのは、コペルニクスの地動説に反対しながら、月のクレーターに、コペルニクス（クレーター「コペルニクス」）、ガリレオ（「ガリラエイ」）やランスベルギウス（「ランスベルク」）の名を付け、月の最大のクレーターにはティコ・ブラーエの名を付け（「ティコ」）、その近くのクレーターに自らの名をつけた（「リッチョーリ」）。

### 世界人口の推計
また彼は 'Geographiae et hydrographiae reformatae libri' の中で、初めて世界人口の推計を試みた。ヨーロッパの人口を基に、大陸別におおまかな数字を割り振ったものではあるが、ヨーロッパ1億人、アフリカ1億人、アジア5億人、アメリカ2億人、オセアニア1億人とし、当時（1661年）の世界人口を10億人と推計した。